# Knautia

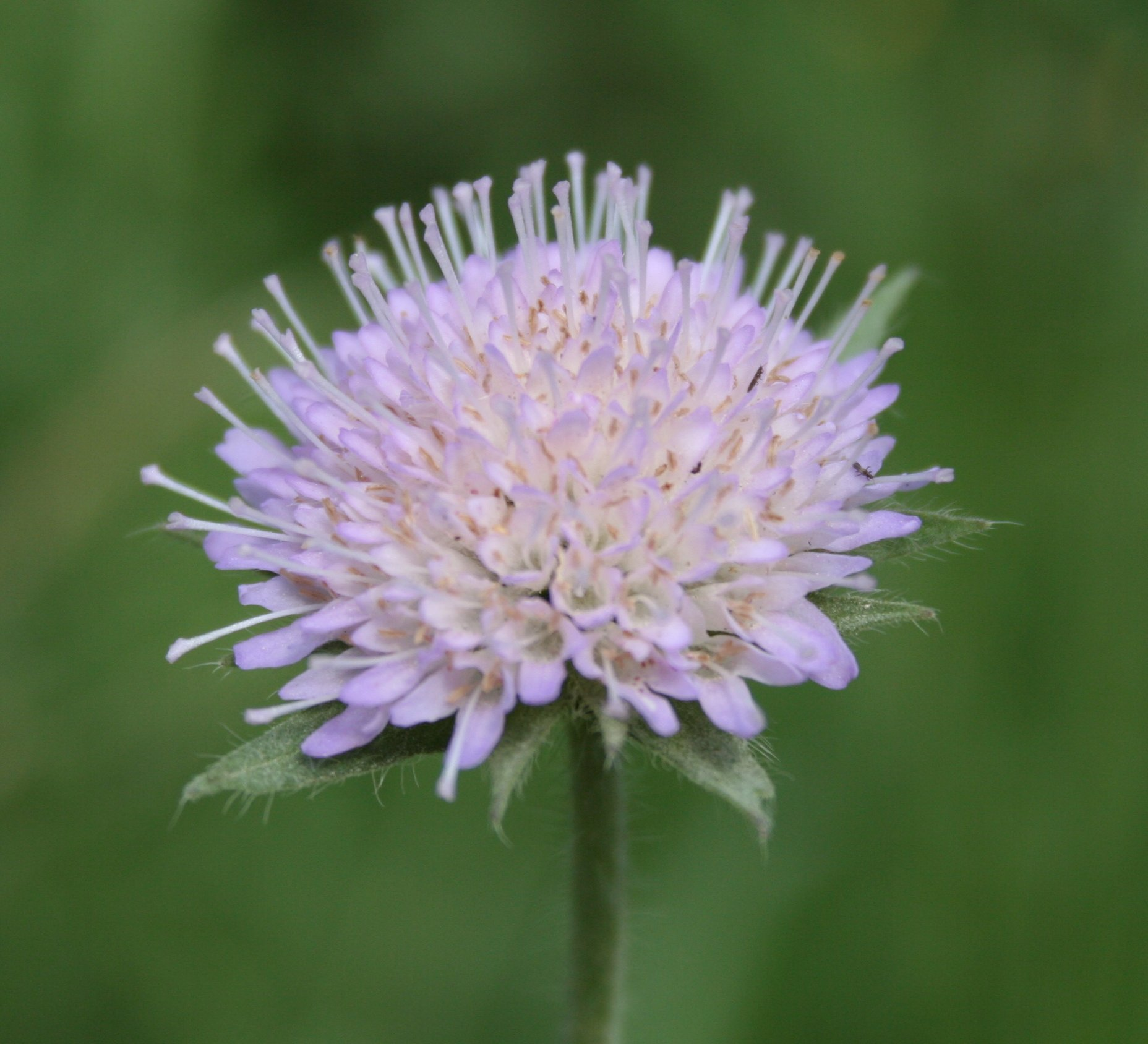
Flor de la vídua borda (Knautia arvensis).

Knautia és un gènere de plantes angiospermes de la família de les caprifoliàcies (Caprifoliaceae). Són plantes natives d'Europa, Àfrica del nord, Turquia i el Caucas, i l'Àsia central i del nord.

## Característiques
Knautia, el nom del gènere, prové dels botànics alemanys del segle xvii, Drs. Christoph i Christian Knaut.
Les plantes d'aquest gènere són molt similars a les del gènere Succisa i Scabiosa.

## Taxonomia
Aquest gènere va ser publicat per primer cop l'any 1753 a l'obra Species Plantarum de Carl von Linné (1707-1778).

### Espècies
Dins del gènere Knautia es reconeixen les 55 espècies següents:
- Knautia adriatica Ehrend.
- Knautia albanica Briq.
- Knautia ambigua Boiss. & Orph.
- Knautia arvensis (L.) Coult.
- Knautia arvernensis (Briq.) Szabó
- Knautia baldensis A.Kern. ex Borbás
- Knautia basaltica Chass. & Szabó
- Knautia byzantina Fritsch
- Knautia calycina (C.Presl) Guss.
- Knautia carinthiaca Ehrend.
- Knautia caroli-rechingeri Micevski
- Knautia clementii (Beck) Ehrenb.
- Knautia collina (Gaudin) Jord.
- Knautia dalmatica Beck
- Knautia degenii Borbás
- Knautia dinarica (Murb.) Borbás
- Knautia dipsacifolia Kreutzer
- Knautia drymeia Heuff.
- Knautia fleischmannii (Hladnik ex Rchb.) Beck
- Knautia foreziensis Chass. & Szabó
- Knautia godetii Reut.
- Knautia goecmenii Yıldırım
- Knautia gussonei Szabó
- Knautia illyrica Beck
- Knautia integrifolia (Honck. ex L.) Bertol.
- Knautia involucrata Sommier & Levier
- Knautia kitaibelii (Schult.) Borbás
- Knautia lebrunii J.Prudhomme
- Knautia legionensis (Lag.) DC.
- Knautia longifolia (Waldst. & Kit.) W.D.J.Koch
- Knautia lucana Lacaita & Szabó
- Knautia macedonica Griseb.
- Knautia magnifica Boiss. & Orph.
- Knautia mauritanica Pomel
- Knautia mollis Jord.
- Knautia nevadensis (M.Winkl. ex Szabó) Szabó
- Knautia numantina (Pau) Devesa, Ortega Oliv. & J.López
- Knautia orientalis L.
- Knautia pancicii Szabó
- Knautia pectinata Ehrend.
- Knautia persicina A.Kern.
- Knautia ressmannii (Pacher) Borbás
- Knautia rupicola (Willk.) Font Quer
- Knautia salvadoris Sennen ex Szabó
- Knautia sarajevensis (Beck) Szabó
- Knautia shepardii Post & Beauverd
- Knautia slovaca Štěpánek
- Knautia subcanescens Jord.
- Knautia subscaposa Boiss. & Reut.
- Knautia tatarica (L.) Szabó
- Knautia transalpina (Christ ex Gremli) Briq.
- Knautia travnicensis (Beck) Szabó
- Knautia velebitica Szabó
- Knautia velutina Briq.
- Knautia visianii Szabó